# オルガ・スリュサレヴァ
オルガ・アナトリェフナ・スリュサレヴァ（Olga Anatolyevna Slyusareva。1969年4月28日 - ）は、ウクライナ、チェルヴォニー・ドネツ(Chervonyi Donets)出身で、ロシアの女子自転車競技選手。
トラックレースを中心にロードレースを含めた中長距離系種目で長年に亘り、世界第一線級選手として活躍。
2004年アテネオリンピックでは、ポイントレースで金メダル、個人ロードレースで銅メダルと、双方の部門でメダルを獲得した。この他オリンピックでは、2000年シドニーオリンピックのポイントレースでも銅メダルを獲得。
また、世界選手権では、ポイントレースとスクラッチで計5回の世界一を経験した。

## 主な実績
1995年
- 世界選手権・スプリント 2位

1998年
- 欧州選手権・オムニアム 優勝
- 世界選手権・ポイントレース 3位

1999年
- 欧州選手権・オムニアム 優勝
- UCIトラックワールドカップクラシックス
  - フリスコ大会・ポイントレース 優勝

2000年
- シドニーオリンピック・ポイントレース 3位
- 世界選手権・ポイントレース 3位

2001年
- 世界選手権・ポイントレース 優勝
- 世界選手権・個人追い抜き  2位
- 欧州選手権・オムニアム 優勝

2002年
- 世界選手権・ポイントレース 優勝
- 世界選手権・個人追い抜き 2位
- 世界選手権・スクラッチ 3位
- UCIトラックワールドカップ
  - モスクワ大会　スクラッチ & ポイントレース 優勝

2003年
- 世界選手権・ポイントレース 優勝
- 世界選手権・スクラッチ 優勝
- 世界選手権・個人追い抜き 3位
- 欧州選手権・オムニアム 優勝

2004年
- アテネオリンピック・ポイントレース 優勝
- アテネオリンピック・個人ロードレース 3位
- 世界選手権・スクラッチ 3位
- UCIトラックワールドカップ
  - モスクワ大会　ポイントレース & スクラッチ 優勝

2005年
- 世界選手権・スクラッチ 優勝
- 世界選手権・ポイントレース 2位
- 欧州選手権・オムニアム 優勝
- UCIトラックワールドカップ
  - モスクワ大会　ポイントレース 優勝

2006年
- 世界選手権・ポイントレース 2位
- 世界選手権・個人追い抜き 2位
- 世界選手権・スクラッチ 3位
- ロシア選手権・個人ロードレース 優勝
- ロシア選手権・個人タイムトライアル 優勝
- ジロ・デ・イタリア 区間3勝

2007年
- UCIトラックワールドカップ
  - シドニー大会 団体追い抜き 優勝